# Hedychridium tyrrhenicum
Hedychridium tyrrhenicum is een vliesvleugelig insect uit de familie van de goudwespen (Chrysididae). De wetenschappelijke naam van de soort is voor het eerst geldig gepubliceerd in 2003 door Strumia.